# 緋美天音
緋美天音は、(あけみ あまね、9月23日 - ）は、日本の女性歌手、モデル。

## 概要
愛知を中心にアニソンバンドDolce studs HOLiCのボーカルとして活動する他、ソロシンガーとしても活動を行っている。
過去、イベントオーガナイザーくーみん、Masaが主催するイベント、『A・FRIENDS』、『DALIVE』に出演していたアーティストとしても知られる。歌手活動の他にモデル活動も行う。